# هرم حمية البحر الأبيض المتوسط

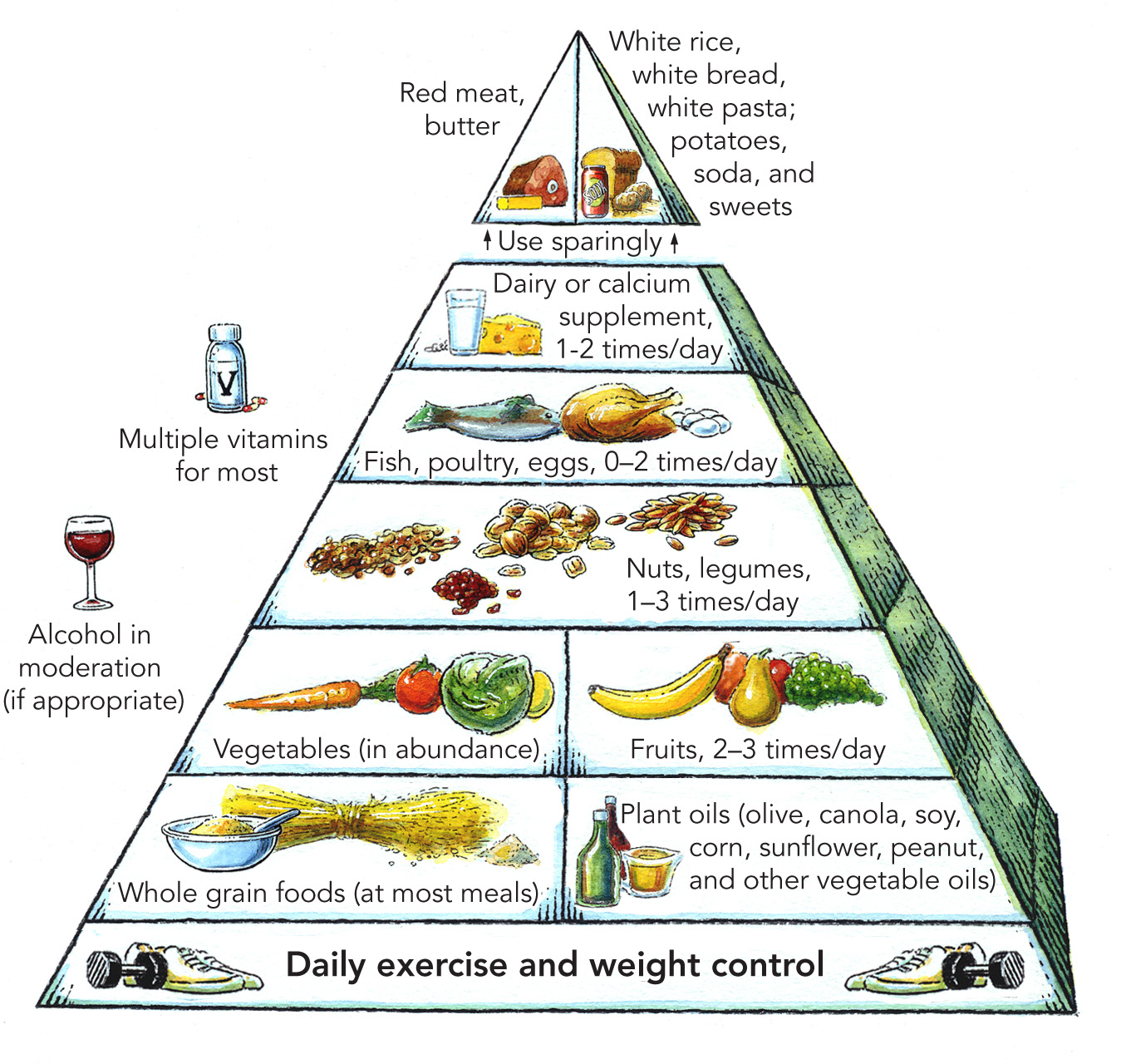

هرم حمية البحر الابيض المتوسط هو دليل غذائي تم تطويره من قبل مؤسسة الحفاظ على التراث القديم ، وكلية الصحة العامة بجامعة هارفارد ، ومنظمة الصحة العالمية في عام 1993م. يلخص الهرم نمط تناول الطعام في حمية البحر الابيض المتوسط ويقترح أنواع وتكرار الأطعمة التي يجب الاستمتاع بها كل يوم.
ترتبط هذه الحمية ارتباطًا وثيقًا بمناطق زراعة زيت الزيتون في منطقة البحر الأبيض المتوسط .، تم بناء هذا الهرم في ضوء أبحاث التغذية الحالية ويمثل نظامًا غذائيًا صحيًا متوسطيًا، ويعتمد على الأنماط الغذائية في جزيرة كريت واليونان وجنوب إيطاليا حوالي عام 1960م في وقت كانت فيه معدلات الأمراض المزمنة من بين الأدنى في العالم، وكان متوسط العمر المتوقع للبالغين من بين الأعلى، على الرغم من أن الخدمات الطبية كانت محدودة. وقد تم إثبات هذه النتائج إلى حد كبير من قبل العالم أنسيل كيز .
ينقسم الهرم إلى ترددات يومية وأسبوعية وشهرية، لكنه لا يوصي بأحجام الحصص.
تشير الأبحاث إلى أن نمط استهلاك الحمية المتوسطية يعزز الصحة الجيدة وطول العمر. وقد تم نشر دراسات تربط بين الحمية المتوسطية وانخفاض خطر الإصابة بأمراض مثل أمراض الرئة ومرض الزهايمر ، فضلاً عن الحماية من الحساسية والربو .